# 珍岛大桥
珍岛大桥是韩国鸣梁海峡上连接珍岛和全罗南道海南郡的双梁斜张桥。大桥总长484米，宽11.7米。第一座桥于1984年10月18日竣工。 为了缓解交通压力， 2005年12月25日第二座珍岛大桥建成。
珍岛大桥与鸣梁海峡已成为当地的旅游景点。